# Ново-Калиновск

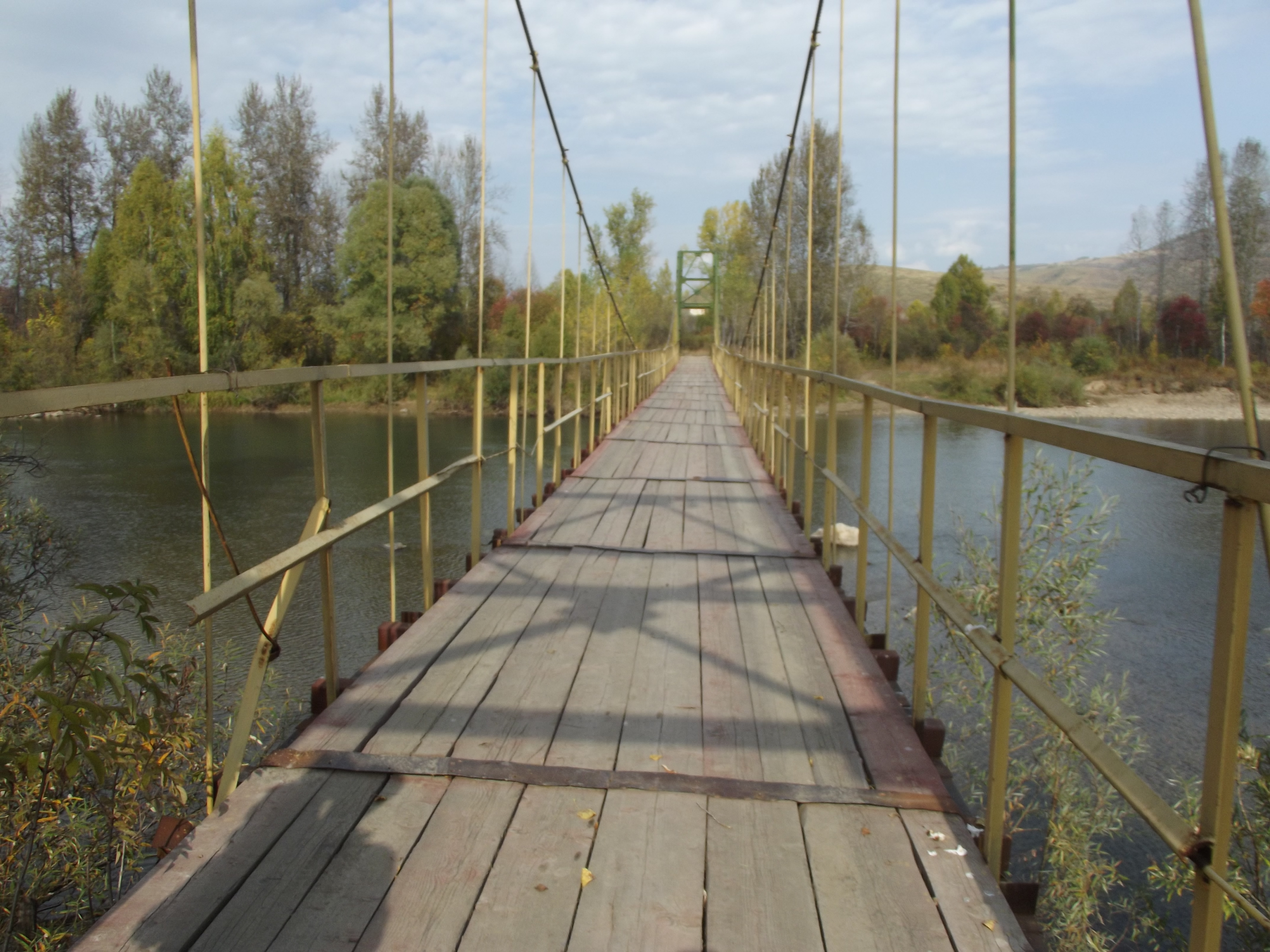
Мост в Ново-Калиновске

Ново-Калиновск (каз. Ново-Калиновск) — упразднённое село в Зыряновском районе Восточно-Казахстанской области Казахстана. Входило в состав Малеевского сельского округа. Код КАТО — 634839105. Ликвидировано в 2009 году.

## Население
В 1999 году население села составляло 66 человек (34 мужчины и 32 женщины). По данным переписи 2009 года, в селе проживали 44 человека (25 мужчин и 19 женщин).